# Isaiah Mustafa
Isaiah Amir Mustafa (Portland, 11 febbraio 1974) è un ex giocatore di football americano e attore statunitense.
È conosciuto soprattutto per aver interpretato Luke Garroway nella serie televisiva di Freeform Shadowhunters, per la serie di pubblicità per Old Spice "The Man Your Man Could Smell Like", e per la serie televisiva Charlie's Angels.

## Biografia
Mustafa è nato a Portland, Oregon, l'11 febbraio 1974 ed è il più giovane di sette figli di Shahidah Mustafa-Davis e John Wali Mustafa. Il padre possedeva e dirigeva un servizio di limosine in Laguna Hills, California, prima di morire in un incidente stradale causato da un colpo di sonno.
Ha frequentato la Santa Clara High School ad Oxnard, California, dove era membro della squadra di basket, e successivamente la Arizona State University, dove studiava storia.

### Carriera
Mustafa ha recitato in ruoli minori li in varie serie televisive di successo come Ugly Betty, Nikita, NCIS: Los Angeles, NCIS e Castle.
Nel 2013 interpreta il Coach nel film thriller Crush, a fianco di Lucas Till, Crystal Reed e Caitriona Balfe.
L'8 maggio 2015 viene annunciato che interpreterà Luke Garroway nella serie tv Shadowhunters, in onda su Freeform e Netflix dal 12 gennaio 2016.

### Vita privata
Mustafa ha avuto una figlia, Haley Mustafa, dalla ex-moglie. Nel 2000 ha aperto un ristorante a Los Angeles chiamato Jo Jo's Barbecue, che attualmente è chiuso.

## Filmografia

### Attore

#### Cinema
- The Last Supper, regia di Marius A. Markevicius - cortometraggio (2006)
- Come ammazzare il capo... e vivere felici (Horrible Bosses), regia di Seth Gordon (2011)
- Madea's Big Happy Family, regia di Tyler Perry (2011)
- I tre marmittoni (The Three Stooges), regia di Peter e Bobby Farrelly (2012)
- Crush, regia di Malik Bader (2013)
- Back in the Day, regia di Michael Rosenbaum (2014)
- After the Reality, regia di David Anderson (2016)
- Girl Flu, regia di Dorie Barton (2016)
- It - Capitolo due (It: Chapter Two), regia di Andrés Muschietti (2019)
- Boy Kills World, regia di Moritz Mohr (2023)

#### Televisione
- Football Wives, regia di Bryan Singer - film TV (2007)
- Ugly Betty - serie TV, episodio 2x12 (2008)
- NCIS - Unità anticrimine (NCIS) - serie TV, episodio 6x12 (2009)
- NCIS: Los Angeles - serie TV, episodio 1x04 (2009)
- Eli Stone - serie TV, episodio 2x12 (2009)
- Il tempo della nostra vita (Days of Our Lives) - serie TV, episodi 1x11222-1x11223 (2009)
- Castle - serie TV, episodio 2x18 (2010)
- Chuck - serie TV, episodi 4x02-4x18 (2010-2011)
- Charlie's Angels - serie TV, episodi 1x02-1x07 (2011)
- Hot in Cleveland - serie TV, episodio 2x08 (2011)
- Femme Fatales - Sesso e crimini (Femme Fatales) - serie TV, episodio 1x05 (2011)
- Love Bites - serie TV, episodio 1x04 (2011)
- Thunderballs, regia di Andy Tennant - film TV (2011)
- Rags, regia di Bille Woodruff - film TV (2012)
- Nikita - serie TV, episodi 3x06-3x20 (2012-2013)
- You're Whole - serie TV, episodio 1x04 (2013)
- Cosplaya, regia di Isaiah Mustafa - film TV (2013)
- Kroll Show - serie TV, episodio 2x06 (2014)
- Sirens - serie TV, episodio 1x01 (2014)
- Anger Management - serie TV, episodio 2x59 (2014)
- Selfie - serie TV, episodio 1x04 (2014)
- Baby Daddy - serie TV, episodio 4x09 (2015)
- Shadowhunters - serie TV, 55 episodi (2016-2019)
- Alex Cross - serie TV, 8 episodi (2024)

### Regista
- Cosplaya - film TV (2013)

## Doppiatori italiani
Nelle versioni in italiano delle opere in cui ha recitato, Isaiah Mustafa è stato doppiato da:
- Paolo Vivio in NCIS: Los Angeles
- Massimo Lodolo in Charlie's Angels
- Fabrizio Vidale in Shadowhunters
- Nanni Baldini in It - Capitolo due
- Luca Ciarciaglini in Grey's Anatomy